# Fets de 1956

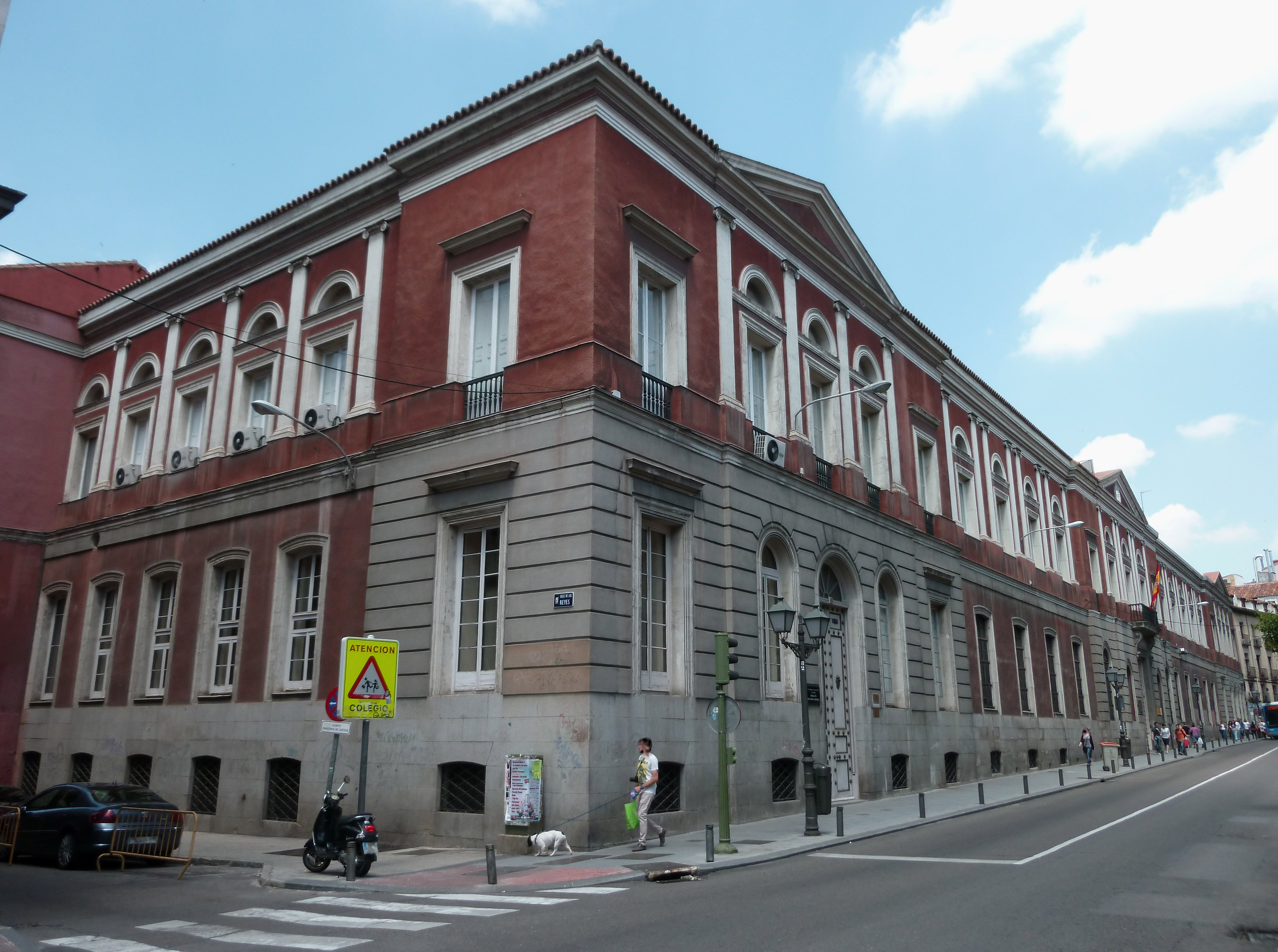
Seu de la Universitat Central (Universitat Complutense) al carrer de San Bernardo, Madrid.

Els fets de 1956 es refereixen a una sèrie de disturbis esdevinguts a Madrid al febrer d'aquest any, involucrant a estudiants universitaris contraris al Règim franquista, falangistes i altres branques de l'entramat franquista, i que va concloure amb la destitució entre altres del Ministre d'Educació, Joaquín Ruiz-Giménez Cortés. Aquests fets van suposar també l'inici de l'enfrontament, habitual ja en la dècada dels seixanta, de part de l'alumnat universitari contra el règim de Franco.

## Els fets
Després de la fi de la Guerra Civil espanyola s'havia dut a terme la depuració ideològica de la Universitat, pretenent extirpar d'arrel tot el pensament liberal que havia encoratjat la Institución Libre de Enseñanza. La Llei d'Ordenació Universitària de 1943 era explícita sobre aquest tema. En aquells anys l'enquadrament ideològic de la Universitat era la norma. La mort de José Ortega y Gasset el 18 d'octubre de 1955 va ser motiu per a l'organització d'un homenatge al filòsof liberal espanyol en Madrid per part d'un grup d'universitaris, mentre estava en marxa un Congrés Universitari d'Escriptors Joves amb l'aquiescència del rector de la Complutense, Pedro Laín Entralgo. El congrés va ser finalment prohibit.
L'1 de febrer de 1956 era repartit un manifest cridant a un Congrés Nacional d'Estudiants, darrere el qual hi havia Javier Pradera, Enrique Múgica i Ramón Tamames. Era un intent de trencar el SEU. El fracàs de les candidatures oficials del SEU a les eleccions estudiantils va desencadenar els esdeveniments. Jesús Gay, cap del SEU, va suspendre les eleccions el 7 de febrer, per la qual cosa va ser expulsat pels estudiants, que van sortir en manifestació, per primera vegada des de la Guerra Civil, cap al Ministeri d'Educació.
El 8 de febrer de 1956 va ser assaltada la facultat pels falangistes, que van colpejar als estudiants i van provocar destrosses, encara que el conflicte s'intensificaria encara més l'endemà. Aquest dia 9, els estudiants van sortir en manifestació pel carrer San Bernardo, trobant-se amb falangistes que venien d'un acte d'homenatge a Matías Montero al carrer Alberto Aguilera. Els enfrontaments es van saldar amb un jove falangista ferit per arma de foc (no es va aclarir si per trets de la policia o per un tret accidental de les armes que portaven els seus propis companys). La tensió es va disparar, mentre sectors falangistes exigien venjança. Aquest mateix dia van ser detinguts Miguel Sánchez-Mazas Ferlosio, Dionisio Ridruejo, Ramón Tamames, Enrique Múgica Herzog, Javier Pradera, José María Ruiz Gallardón i Gabriel Elorriaga. La nit del 9 van córrer rumors que Falange estava planejant una sagnant venjança per reafirmar la seva posició política. L'Exèrcit, en les persones de Muñoz Grandes, Rodrigo Martínez i Martínez-Campos, va fer arribar a Franco la seva intenció de prendre Madrid si es feia mal a alguna de les persones de la "llista negra" que se sabia que havia confeccionat Falange. El 10 de febrer la Universitat Complutense era tancada.
Pedro Laín Entralgo va dimitir com a rector i el 12 de febrer era destituït el degà de Dret, Torres López. El 16 de febrer Franco va destituir Joaquín Ruiz-Giménez Cortés com a ministre d'Educació i Raimundo Fernández Cuesta de la Secretaria General del Movimiento. Amb això, la Universitat va ser definitivament perduda pel franquisme, el SEU va quedar desarticulat i la contestació universitària va ser una constant en els anys seixanta i setanta, fins a la mort del dictador i el restabliment de la democràcia. Va ser tot un símptoma; el procés de deslegitimació de la dictadura franquista havia començat entre els fills de les emergents classes mitjanes. Els temps del silenci començaven a mutar-se en els temps de la protesta. Els carrers de Madrid viurien la permanent revolta estudiantil, sobretot als voltants de la Ciutat Universitària.
El 1981 el periodista Pablo Lizcano va publicar el llibre La generación de 56, en el que es narren aquests esdeveniments.